# Carmageddon: Reincarnation
Carmageddon: Reincarnation (anteriormente conocido como Carmageddon 4) es el cuarto juego de la saga Carmageddon. Fue desarrollado por Stainless Games, creadores de Carmageddon y Carmageddon II: Carpocalypse Now.

## Jugabilidad
Como sugiere el título, Reincarnation es una versión actualizada de los dos primeros juegos y se apega al concepto establecido de correr autos extraños a través de una serie de ubicaciones improbables mientras causa tanta violencia y derramamiento de sangre como sea posible. El tipo principal de carrera (ahora llamado 'Classic Carma') se puede ganar completando todas las vueltas, destrozando a todos los oponentes o acribillando a todos los peatones en la pista.
El núcleo del juego es su modo Carrera, donde las carreras se presentan en grupos que deben desbloquearse para poder progresar. Un grupo típico consta de una carrera 'Classic Carma', más dos de los nuevos tipos de carreras: 'Checkpoint Stampede', 'Death Race', 'Ped Chase', 'Car Crusher' y 'Fox 'n' Hounds'. Estos te permiten competir contra tus oponentes por una puntuación objetivo, acumulando puntos al realizar una variedad de tareas nocivas; Sin embargo, al estilo típico de Carma, siempre hay otra forma de ganar: robar puntos a tus oponentes desperdiciándolos brutalmente. A diferencia del segundo juego con sus misiones, ninguna de las carreras es obligatoria: los nuevos grupos de niveles se desbloquean simplemente ganando suficientes créditos con tus espantosas hazañas.
Las mejoras de los coches siguen el sistema Armadura/Poder/Ofensiva y se pueden comprar con fichas especiales que se encuentran mientras se corre. La selección de coches y pilotos mezcla lo familiar con lo nuevo, y lo mismo ocurre con las pistas de carreras: se han renovado varias ubicaciones del primer juego; También hay una serie de nuevos potenciadores (y desactivadores), que van desde lo letal hasta lo ridículo.
Fuera del modo Carrera, hay juego libre (donde puedes mezclar y combinar tipos y opciones de juegos a tu gusto) y multijugador en línea (que te permite hacer lo mismo frente a oponentes humanos remotos). Se han agregado otras mejoras menores: un sistema Selector de encendido instantáneo, trabajos de pintura y llantas específicos para cada automóvil, desbloqueables ocultos, huevos de Pascua y logros. El habitual sistema Action Replay también está aquí, para que puedas revivir tu juerga de furia en la carretera (completa con el sonido del acero chirriando) usando controles de reproducción completos y cámaras personalizadas.

## Desarrollo
En 2011, tras readquirir los derechos de la saga que entonces pertenecían a Square Enix Europe, los desarrolladores del Carmageddon original, Stainless Games, revelaron que habían comenzado la preproducción de un nuevo Carmageddon. Desde entonces numerosas piezas de arte conceptual e imágenes del propio juego se han ido mostrando en la página web oficial. Está previsto que el juego sea lanzado a través de varios medios de distribución digital, tales como Steam.
El 8 de mayo de 2012 se anunció en el sitio web oficial que Carmageddon: Reincarnation sería financiado mediante una campaña de Kickstarter, y que sería lanzado en febrero de 2013 a través de Steam. Stainless Games necesitaba al menos 300.000€ (250.000 libras) mediante Kickstarter para poder producir el juego. El objetivo de 300.000€ se alcanzó en tan solo 10 días. Al final de la campaña el proyecto contaba con una financiación total de 470.000€.
El 20 de marzo de 2013, Stainless anunció que habían conseguido una financiación adicional de 3.5 millones de dólares (2.5 millones de euros)  del fundador de Bullfrog, Les Edgar para poder desarrollar el juego para consolas de próxima generación.
El 26 de septiembre de 2013 Stainless Games anunció que planeaban lanzar una versión preliminar para PC a través de Steam en el primer trimestre de 2014.
Desde el 27 de marzo de 2014 es posible probar el juego a través de la sección de acceso anticipado de Steam. Cualquiera que hubiese apoyado la campaña de Kickstarter con al menos 25 dólares recibió acceso a la versión Pre-Alpha el 13 de marzo de 2014.